# Ред-Оук-Мілл (Нью-Йорк)
Ред-Оук-Мілл (англ. Red Oaks Mill) — переписна місцевість (CDP) в США, в окрузі Дачесс штату Нью-Йорк. Населення — 3810 осіб (2020).

## Географія
Ред-Оук-Мілл розташований за координатами 41°39′3″ пн. ш. 73°52′24″ зх. д. / 41.65083° пн. ш. 73.87333° зх. д. (41.650959, -73.873444).  За даними Бюро перепису населення США в 2010 році переписна місцевість мала площу 5,97 км², з яких 5,90 км² — суходіл та 0,08 км² — водойми.

## Демографія
Згідно з переписом 2010 року, у переписній місцевості мешкало 3613 осіб у 1308 домогосподарствах у складі 1023 родин. Густота населення становила 605 осіб/км².  Було 1359 помешкань (227/км²).
Расовий склад населення:
| - 86,0 % — білих - 6,2 % — чорних або афроамериканців - 3,7 % — азіатів - 0,2 % — корінних американців - 1,8 % — осіб інших рас |

До двох чи більше рас належало 2,0 %. Частка іспаномовних становила 7,9 % від усіх жителів.
За віковим діапазоном населення розподілялося таким чином: 22,9 % — особи молодші 18 років, 60,6 % — особи у віці 18—64 років, 16,5 % — особи у віці 65 років та старші. Медіана віку мешканця становила 44,3 року. На 100 осіб жіночої статі у переписній місцевості припадало 97,4 чоловіків;  на 100 жінок у віці від 18 років та старших — 95,6 чоловіків також старших 18 років.
Середній дохід на одне домашнє господарство  становив 87 706 доларів США (медіана — 76 855), а середній дохід на одну сім'ю — 100 554 долари (медіана — 96 667). За межею бідності перебувало 5,7 % осіб, у тому числі 1,2 % дітей у віці до 18 років та 4,8 % осіб у віці 65 років та старших.
Цивільне працевлаштоване населення становило 1754 особи. Основні галузі зайнятості: освіта, охорона здоров'я та соціальна допомога — 21,9 %, фінанси, страхування та нерухомість — 20,6 %, роздрібна торгівля — 15,1 %.